# Robert Campbell (explorador)
Robert Campbell (Glen Lyon (Reino Unido), 21 de febrero de 1808 – Manitoba, 9 de mayo de 1894) fue un comerciante de pieles y explorador de origen británico al servicio de la Compañía de la Bahía de Hudson. Exploró una región remota y entonces inexplorada localizada en el norte de la actual provincia de la Columbia Británica y en el sur del territorio del Yukón.
Estableció un efímero puesto comercial en Colville Lake Post, y, en 1838, fue el primer europeo en llegar al río Stikine por tierra. También estableció Fort Frances en el lago Frances en la cuenca del río Liard. En 1840 cruzó desde el lago Frances hasta el río Pelly convirtiéndose en el primer europeo en explorar la cuenca alta del río Yukón. Estableció Fort Selkirk (Yukón), en la confluencia del río Yukón y el río Pelly.
Sus descubrimientos dejaron pocas ganancias económicas en su época. Todos los puestos comerciales que estableció fueron abandonadas a los pocos años, debido en gran parte a los altos precios de transportar mercancías para comerciar desde la bahía de Hudson, vía el portaje Methye y el río Mackenzie. Mientras tanto, ya había otras rutas comerciales nativas bien establecidas que conducían a la cercana Alaska Rusa en el océano Pacífico.
También fue durante un tiempo el encargado de Fort Halkett.
El pico Campbell, justo al sur de la comunidad de Liard River, en la Columbia Británica, lleva su nombre.
La carretera que discurre por el territorio del Yukón, la Robert Campbell Highway, fue nombrada en su memoria.